# Симфония № 4 (Брукнер)
Симфония № 4 ми-бемоль мажор, WAB 104 Антона Брукнера написана в 1874 г. Премьера состоялась 20 февраля 1881 в Вене под управлением Ханса Рихтера.

## Части
1. Bewegt, nicht zu schnell
2. Анданте, quasi allegretto
3. Scherzo. Bewegt
4. Finale: Bewegt, doch nicht zu schnell

## Версии

### 1874
Оригинальная версия. Брукнер работал над ней со 2 января по 22 ноября 1874 г. При жизни композитора не исполнялась. Издана в 1975 г. под редакцией Л. Новака.

### 1878
Закончив оригинальную версию, Брукнер приступил к работе над Пятой симфонией, вернувшись к Четвёртой только в 1878 г., хотя, возможно, вносил отдельные поправки и ранее. Между 18 января и 30 сентября он значительно переработал первые две части и заменил оригинальный финал новым, озаглавленным «Народный праздник» (Volksfest, опубликован в дополнениях к изданиям Хааса [1936] и Новака [1981]). В декабре Брукнер заменил оригинальное скерцо совершено новой композицией, иногда именуемой «Охотничье скерцо» (Jagd-Scherzo). Оригинальное заглавие трио гласило: «Танцевальная мелодия во время охотничьей трапезы» (Tanzweise während der Mahlzeit auf der Jagd).

### 1880 (также 1878/80)
Между 19 ноября 1879 г. и 5 июня 1880 г. был написан новый финал — третий, в котором, однако, значительно использован тематический материал оригинального финала 1874 г. Эта версия легла в основу первого исполнения (впервые премьерой симфонии Брукнера дирижировал не автор).

### 1881
Несколько изменений было сделано после премьеры, в том числе купюра во второй части и переработка финала. Издана в 1936 г. под редакцией Р. Хааса (издание 1944 г. под его же редакцией — компиляция версий 1880 и 1881).

### 1886
Изменения в версию 1881 г. Брукнер внёс, когда готовил партитуру для Антона Зайдля, взявшего её с собой в Нью-Йорк, где она и была исполнена 4 апреля 1888 г. под его управлением. Издана под редакцией Л. Новака (1953) по оригинальной копии партитуры, обнаруженной в 1952 г. (ныне в собрании Колумбийского университета); ошибочно озаглавлена как «Версия 1878/80 гг.».

### 1887
С расчётом на издание Брукнер тщательно переработал симфонию при участии Фердинанда Лёве и, возможно, Франца и Йозефа Шальков. Их «вклад» в партитуру признаётся авторизованным. Эта версия с большим успехом была исполнена 20 января 1888 г. Венским филармоническим оркестром под управлением Ганса Рихтера. Единственный источник текста этой версии — гравёрская копия, подготовленная для венского издателя Альфреда Гутмана.

### 1888
В феврале, после исполнения версии 1887 г., Брукнер внёс множество исправлений в гравёрскую копию, датировал её и между 15 мая и 20 июня отправил Гутману. С неё печаталось первое издание (1889). В 1890 г. последовало второе, исправленное. Аутентичность некоторых разночтений издания по отношению к копии (например, введение флейты-пикколо, тарелок) ставится под сомнение.

## Состав оркестра
Деревянные духовые
2 флейты
флейта-пикколо
2 гобоя
2 кларнета (B)
2 фагота
Медные духовые
4 валторны (F)
3 трубы (Es)
3 тромбона
туба
Ударные
литавры
тарелки
Струнные
I и II скрипки
альты
виолончели
контрабасы

## Избранная дискография
Первая полная запись сделана в 1936 г.: Карл Бём с Саксонской государственной капеллой; версия 1881.

### Версия 1874
- Михаэль Гилен c оркестром Юго-Западного радио Германии (1994)

### Версия 1878 (финал «Народный праздник»)
- Георг Тинтнер c Королевским шотландским национальным оркестром (1998)

### Версия 1881
- Ойген Йохум c Гамбургским филармоническим оркестром (1939)
- Освальд Кабаста c Мюнхенским филармоническим оркестром (1943)
- Отто Клемперер с оркестром Консертгебау (1947) и Венским симфоническим оркестром (1951)
- Эдуард ван Бейнум с оркестром Консертгебау (1952)
- Бруно Вальтер c симфоническим оркестром «Коламбия» (1960)
- Серджиу Челибидаке с симфоническим оркестром Итальянского радио (1960), симфоническим оркестром Штутгартского радио (1973) и Мюнхенским филармоническим оркестром (1983, 1988, 1989, 1990, 1993)
- Ханс Росбауд с оркестром Юго-Западного радио Германии (1961)
- Бернард Хайтинк с оркестром Консертгебау (1965, 1999), симфоническим оркестром Нидерландского радио (1974), Венским филармоническим оркестром (1985), Берлинским филармоническим оркестром (1996) и Лондонским симфоническим оркестром (2002)
- Герберт фон Караян c Берлинским филармоническим оркестром (1970, 1974, 1975, 1979)
- Даниэль Баренбойм с Чикагским симфоническим оркестром (1972)
- Гюнтер Ванд с симфоническим оркестром Кёльнского радио (1976), симфоническим оркестром Северогерманского радио (1990, 2001), Берлинским филармоническим оркестром (1998) и Мюнхенским филармоническим оркестром (2001)
- Курт Зандерлинг с Лос-Анджелесским филармоническим оркестром (1984), оркестром Парижа (1992) и симфоническим оркестром Баварского радио (1996)
- Отмар Суитнер c Берлинской государственной капеллой (1988)
- Георг Тинтнер c Королевским шотландским национальным оркестром (1996)

### Версия 1886
- Отто Клемперер с симфоническим оркестром Кёльнского радио (1954), Филармонией (1964) и симфоническим оркестром Баварского радио (1966)
- Ойген Йохум c симфоническим оркестром Баварского радио (1955), Берлинским филармоническим оркестром (1965), Бостонским симфоническим оркестром (1974), Лондонским филармоническим оркестром (1974), оркестром Консертгебау (1975), симфоническим оркестром Шведского радио (1975) и Саксонской государственной капеллой (1975)
- Франц Конвичный c Венским симфоническим оркестром (1961)
- Серджиу Челибидаке с симфоническим оркестром Шведского радио (1969)
- Карл Бём с Венским филармоническим оркестром (1973)
- Курт Зандерлинг с симфоническим оркестром Баварского радио (1994)
- Николаус Арнонкур с оркестром Консертгебау (1997) и Венским филармоническим оркестром (2003)
- Манфред Хонек с Питтсбургским симфоническим оркестром (2008, 2013)
- Бернард Хайтинк с Лондонским симфоническим оркестром (2011)

### Версия 1888
- Бруно Вальтер c симфоническим оркестром NBC (1940)
- Вильгельм Фуртвенглер с Берлинским филармоническим оркестром (1941) и Венским филармоническим оркестром (1951)
- Ханс Кнаппертсбуш с Берлинским филармоническим оркестром (1944) и Венским филармоническим оркестром (1955, 1964)
- Уильям Стайнберг c Питтсбургским симфоническим оркестром (1956)
- Карл Шурихт с оркестром романской Швейцарии (1961)